# 塞夫尔河畔蒙库唐
塞夫尔河畔蒙库唐（法語：Moncoutant-sur-Sèvre，法語發音：[mɔ̃kutɑ̃ syʁ sɛvʁ]）是法国德塞夫勒省的一个市镇，属于布雷叙尔区。该市镇于2019年1月1日由原市镇蒙库唐、拉布勒伊贝尔纳、拉沙佩勒圣艾蒂安、穆捷苏尚特梅勒、皮尼和圣茹安德米伊合并而成，行政中心位于蒙库唐。

## 地名
塞夫尔河即南特塞夫尔河（Sèvre Nantaise），是流经该地一条河流，其为卢瓦尔河的左支流。蒙库唐（Moncoutant）则是该市镇的前身及主体。

## 地理
塞夫尔河畔蒙库唐（46°40'13"N, 0°35'16"W）面积92.78 平方千米，位于法国新阿基坦大区德塞夫勒省，该省份为法国西部内陆省份，北起曼恩-卢瓦尔省，西接旺代省，南至夏朗德省和滨海夏朗德省，东临维埃纳省。
与塞夫尔河畔蒙库唐接壤的市镇（或旧市镇、城区）包括：塞夫尔河畔拉福雷、库尔莱、尚特盧、拉沙佩勒聖洛朗、拉尔雅斯、拉布西、圣保罗昂加蒂讷、圣皮埃尔迪舍曼、泰尔瓦勒。
塞夫尔河畔蒙库唐的时区为UTC+01:00、UTC+02:00（夏令时）。

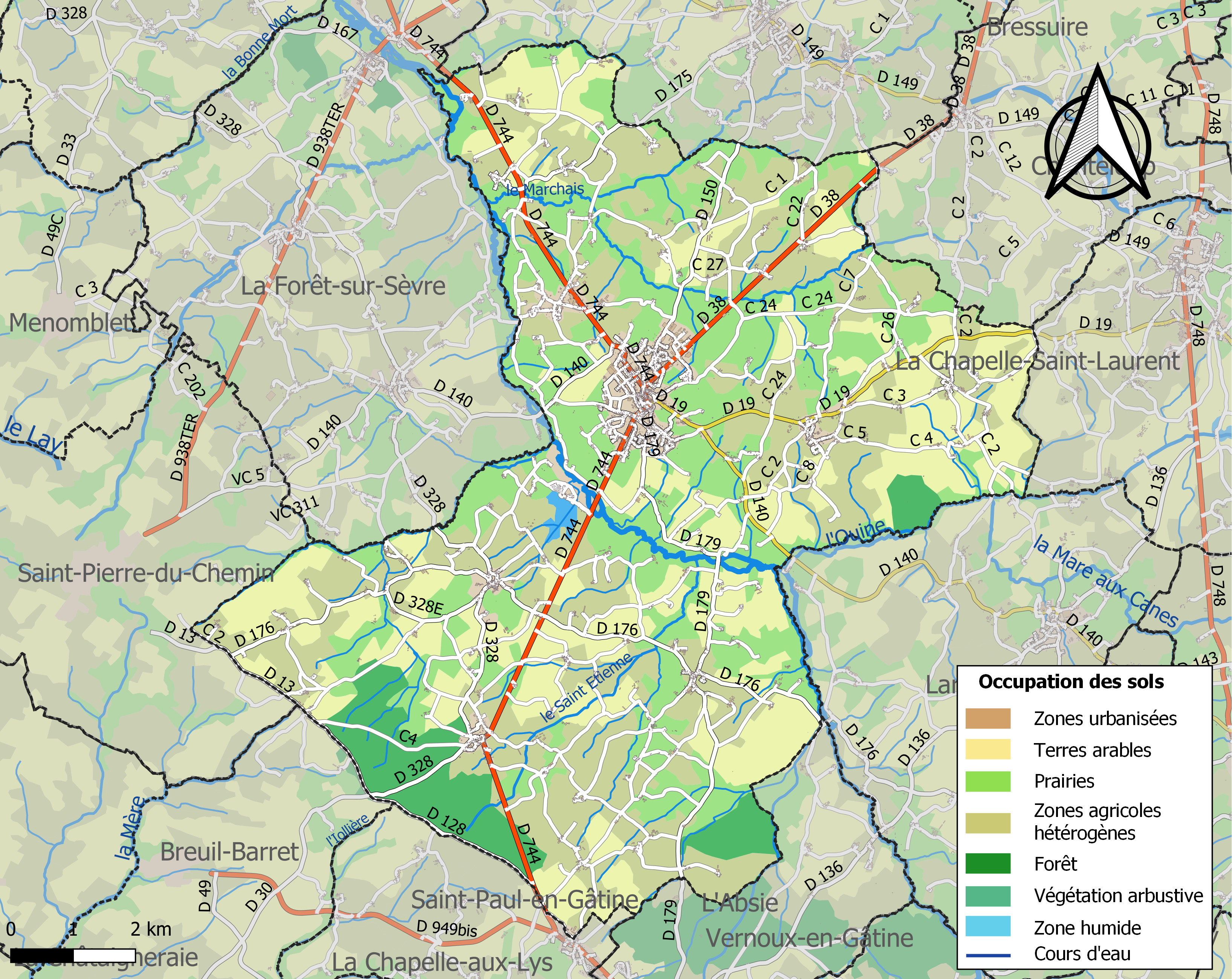
塞夫尔河畔蒙库唐的OSM定位图

## 行政
塞夫尔河畔蒙库唐的邮政编码为79320，INSEE市镇编码为79179。

## 政治
塞夫尔河畔蒙库唐所属的省级选区为瑟里宰县。

## 人口
塞夫尔河畔蒙库唐于2022年1月1日时的人口数量为5100人。